# یادداشت شفاهی
یادداشت شفاهی (انگلیسی: Note verbale) نامه‌ای است که از طرف یک دولت به نماینده سیاسی یا وزارت خارجه دولتی دیگر تسلیم می‌شود. این نوع یادداشت به مهر دولتی ممهور نمی‌شود و به‌همین جهت به آن  یادداشت شفاهی می گویند. در واقع یادداشت شفاهی وسیله‌ایست برای تثبیت، تصریح و یا تاکید آنچه که شفاهاً گفته می‌شود و به‌همین جهت به‌جای مذاکرات شفاهی یا در کنار آن، مورد استفاده قرار می‌گیرد و گاهی نیز خلاصه‌ای از مذاکرات است که مکتوب و تنظیم می‌گردد.